# 安的列斯大学
安的列斯大学（法語：Université des Antilles）是法国瓜德罗普和马提尼克的大学，2014年由原来的安的列斯和圭亚那大学中分离出来。学校为2018年9月1日发布的法国工程师学校名单中可以颁发工程师文凭的学校。

## 历史
学校在2017年7月成立，分为瓜德罗普和马提尼克两大中心，每个教学中心都有独立的学术委员会和董事会，拥有独立的财政预算与教学及行政自主权。